# Manasseh Sogavare
Manasseh Sogavare (ur. 17 stycznia 1955 w Popondecie) – premier Wysp Salomona od 30 czerwca 2000 do 17 grudnia 2001, od 4 maja 2006 do 20 grudnia 2007, od 9 grudnia 2014 do 5 listopada 2017 oraz od 24 kwietnia 2019 do 2 maja 2024. Lider i założyciel Socjalnej Partii Wysp Salomona. Członek parlamentu od 1997.

## Życiorys
Od lutego 1994 do października 1996 pełnił funkcję sekretarza w Ministerstwie Finansów. Przed wejściem do parlamentu był również Komisarzem Śródlądowych Dochodów, dyrektorem Banku Centralnego Wysp Salomona oraz przewodniczącym Narodowego Funduszu Wysp Salomona.
Po raz pierwszy został wybrany w skład parlamentu 6 sierpnia 1997 z okręgu East Choiseul. W czasie rządów premiera Bartholomew Ulufa’alu zajmował stanowisko ministra finansów i skarbu. Został jednak zdymisjonowany w połowie lipca 1998. Sogavare był zaskoczony decyzją premiera i kilka dni później wycofał swoje poparcie dla rządu Ulufa'alu, oskarżając go o autorytaryzm. Na początku sierpnia 1998 został wybrany wiceliderem opozycji (liderem został Solomon Mamaloni). Po śmierci Mamoloniego w styczniu 2000 został jednogłośnie wybrany liderem opozycji.
30 czerwca 2000, głosami 23 do 21, został wybrany przez parlament nowym szefem rządu po tym, jak Ulufa'ula został pojmany przez rebeliantów i zmuszony do rezygnacji z urzędu. Urzędował jako premier do 17 grudnia 2001. Jego partia poniosła porażkę w wyborach 5 grudnia 2001, zdobywając w parlamencie tylko 3 mandaty. Sogavare uzyskał jednak reelekcję. W parlamencie był członkiem Komisji Prawa i Legislacji oraz stał na czele Socjalnej Partii Wysp Salomona.
W wyborach parlamentarnych z 5 kwietnia 2006 jego partia zdobyła 2 miejsca w Zgromadzeniu Narodowym. W głosowaniu nad kandydaturą premiera 18 kwietnia 2006 Sogavare zajął trzecie miejsce, uzyskując 11 głosów poparcia (z 50). Poparł więc kandydaturę Snydera Riniego, zyskując w zamian ofertę koalicji. 26 kwietnia 2006 Rini zrezygnował z urzędu. Formując szeroką koalicję, Sogavare wygrał ponowne głosowanie i 4 maja 2006 został zaprzysiężony na szefa rządu. 11 października 2006 jego rząd przetrwał zgłoszone przez parlament wotum nieufności. Wystosowane ono zostało z powodu pogorszenia przez premiera stosunków z Australią, której Sogavare groził wydaleniem z międzynarodowej misji na Wyspach Salomona. Ponadto odmówił ekstradycji generała podejrzanego o molestowanie seksualne nieletnich w Australii. 13 grudnia 2007 rząd Sogavare został odwołany przez parlament w wyniku wotum nieufności. Za odwołaniem głosowało 25 parlamentarzystów, przeciw było 22. 20 grudnia 2007 na stanowisku premiera zastąpił go Derek Sikua. W dniu 9 grudnia 2014 został po raz trzeci premierem, sprawując ten urząd do 15 listopada 2017. 24 kwietnia 2019 po raz czwarty stanął na czele rządu. 2 maja 2024, po następnych wyborach parlamentarnych, zakończył urzędowanie. Na czele nowego rządu stanął Jeremiah Manele.